# Tetraplatia
Genre
Tetraplatia est un genre de narcoméduses (hydrozoaires) de la famille des Tetraplatidae.

## Liste d'espèces
Selon World Register of Marine Species (5 mars 2019) :
- Tetraplatia chuni Carlgren, 1909
- Tetraplatia volitans Busch, 1851 - espèce type

## Publication originale
(de) Wilhem Busch, Beobachtungen über Anatomie und Entwicklung einiger wirbellosen Seethiere, Berlin, August Hirschwald, 1851, 143 p. (lire en ligne).